# Wittenbergplatz (stacja metra)
Wittenbergplatz – stacja metra w Berlinie, w dzielnicy Schöneberg, w okręgu administracyjnym Tempelhof-Schöneberg, na linii U1, U2 i U3. Stacja została otwarta w 1902.